# All Souled Out
All Souled Out è un EP del duo hip hop statunitense formato da Pete Rock & CL Smooth, pubblicato il 25 giugno 1991 dalla Elektra.

## Tracce
1. Good Life – 3:53
2. Mecca & the Soul Brother – 5:59
3. Got With the Flow – 4:45
4. The Creator – 4:43
5. All Souled Out – 5:27
6. Good Life (Group Home Mix) – 3:55

## Classifiche
| Classifica (1992)         | Posizione massima |
| ------------------------- | ----------------- |
| US Top R&B/Hip-Hop Albums | 30                |